# Portugiesische Küche

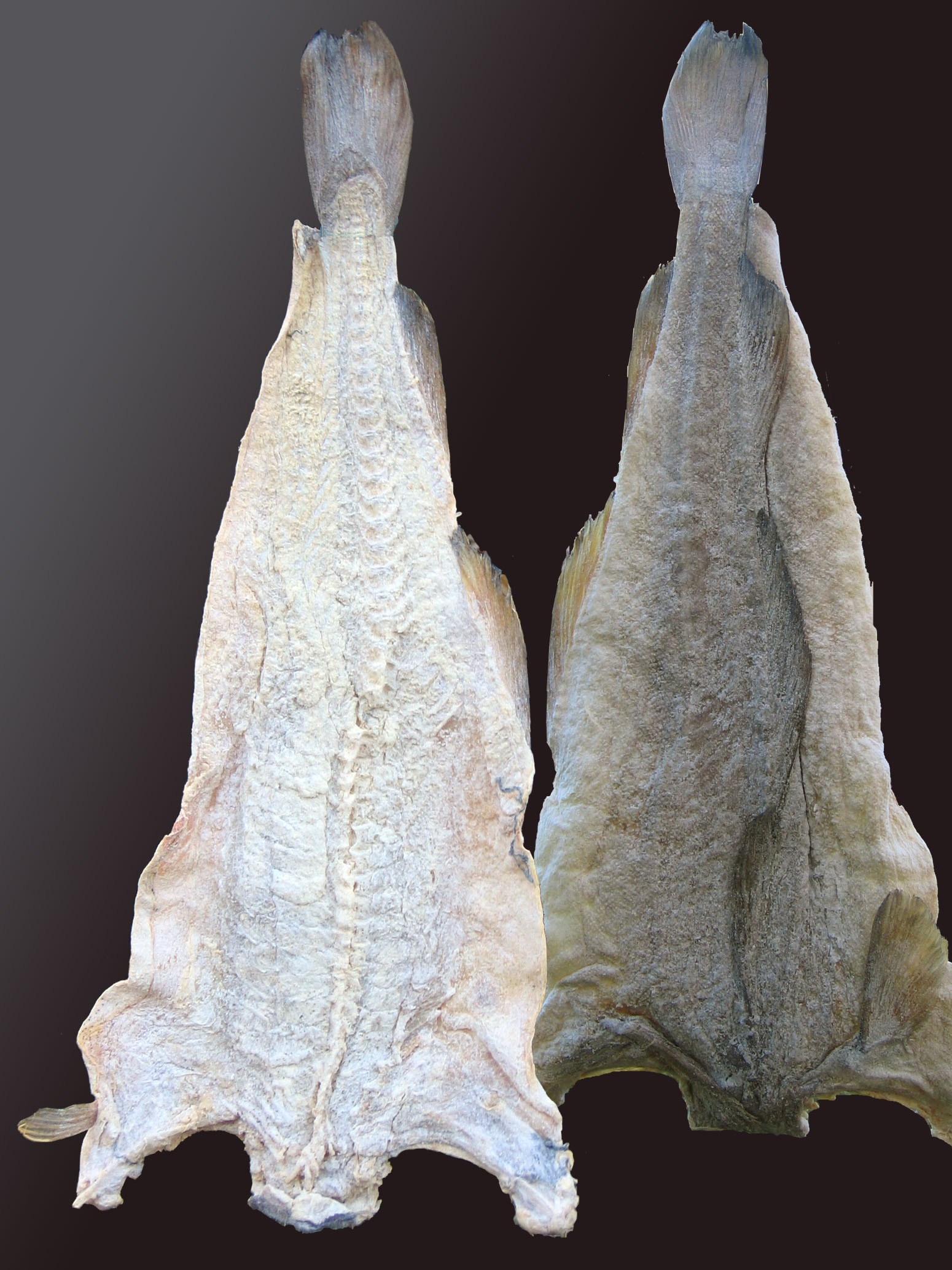
Bacalhau – Das portugiesische Nationalgericht vor der Verarbeitung

Die portugiesische Küche ist die Nationalküche Portugals. Sie ist trotz der geringen Größe des Landes sehr vielfältig: Die traditionelle Küche basiert auf einer großen Fisch- und Meeresfrüchtevielfalt, Fleisch, Gemüse, Reis und Kartoffeln; auch der Feijão, die Bohne, ist ein wichtiger Bestandteil der portugiesischen Küche, die zum Teil auch für Süßspeisen verwendet wird. Eintöpfe und Suppen spielen von jeher eine große Rolle. Zur Zubereitung wird reichlich Olivenöl verwendet. Im Norden isst man eher herzhaft, mit viel Fleisch und Energie beladenen Zutaten, besonders um die kalten Winter gut durchzustehen. Es werden gern kalte und warme Vorspeisen und Snacks, die sogenannten Petiscos serviert. Kulinarische Einflüsse der ehemaligen portugiesischen Kolonien finden sich vor allem in den Städten, weniger in den ländlichen Regionen.

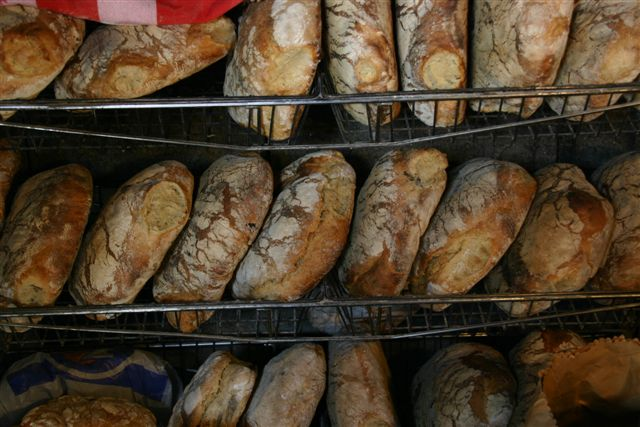
Pão de centeio de Chaves – Roggenbrot aus Chaves

## Suppen und Eintöpfe

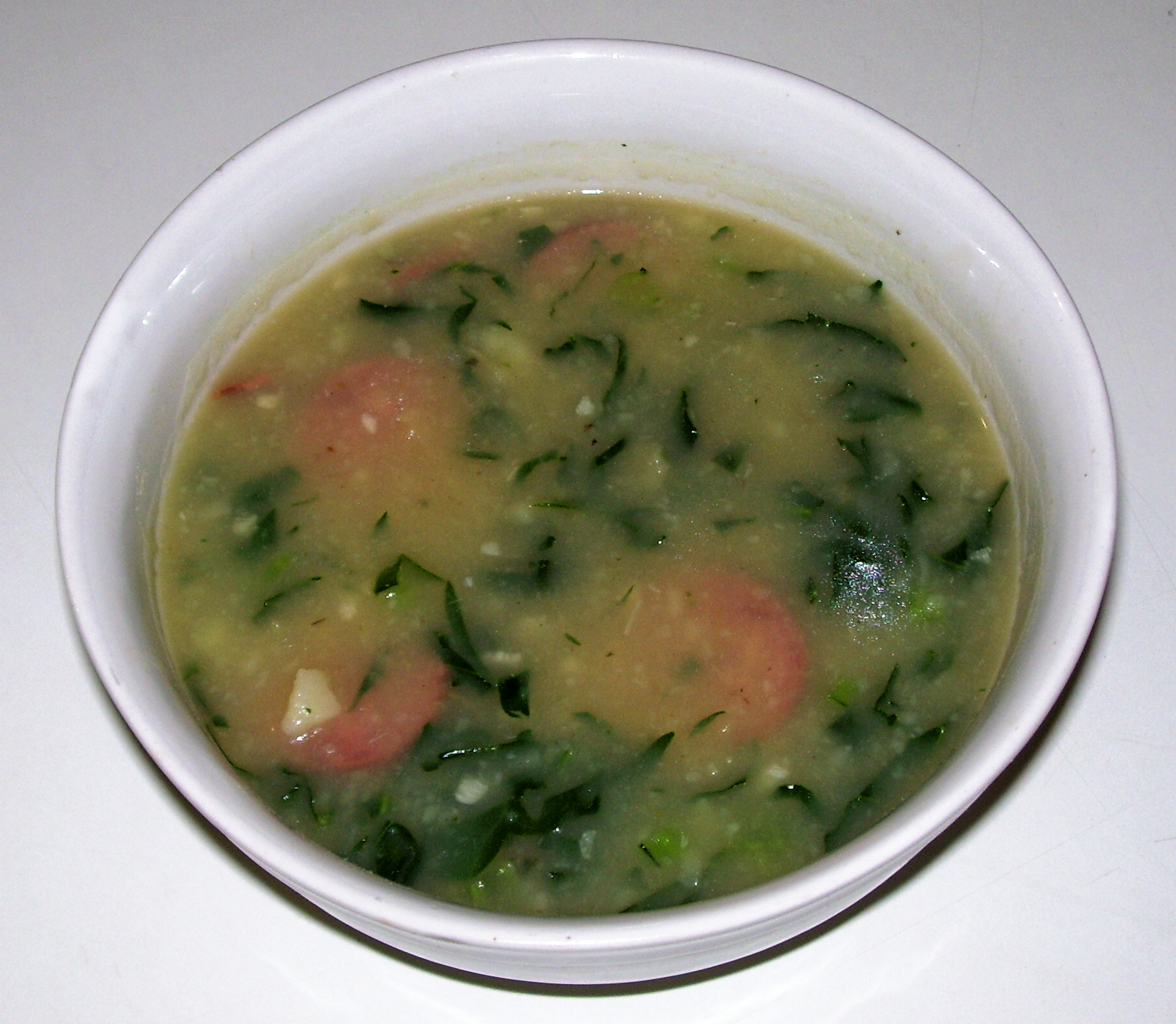
Caldo verde – typisch für die Region zwischen Douro und Minho

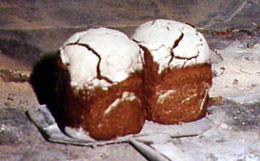
Broa de Avintes – Maisbrot aus Avintes aus dem traditionellen Holzofen.

Beim Essen in einem Restaurant ist die Suppe als erster Gang fast obligatorisch. Eine sehr traditionelle Suppe Nordportugals ist der Caldo verde („grüne Brühe“), eine dünne Kartoffelcremesuppe mit in feine Streifen geschnittenen Blättern der Couve Galega, einer Variante des Markstammkohls, serviert mit dünn geschnittenen Scheiben der Chouriço und Broa, dem typischen Maisbrot. Für Südportugal sehr typisch ist der Gazpacho, eine kalte Gemüsesuppe aus Tomaten, Gurken und Knoblauch.
Weitere bekannte Suppen sind die Sopa de marisco (Suppe mit Meeresfrüchten), die Caldeirada à fragateira, eine Fischsuppe, die Xarém com conquilhas, aus Maismehl, Chouriço und Muscheln, sowie die Açorda à Alentejana, eine kräftige Brotsuppe mit Knoblauch, viel frischem Korianderkraut, oft mit einem verlorenen Ei und Olivenöl.
Feijoadas sind deftige Bohneneintöpfe, oft mit brasilianischem Einschlag, bei denen gerne viele Innereien, aber auch feine Zutaten wie Hornschnecken (búzios) oder kleine Kalmare (chocos) mitverwendet werden.

## Fisch und Meeresfrüchte

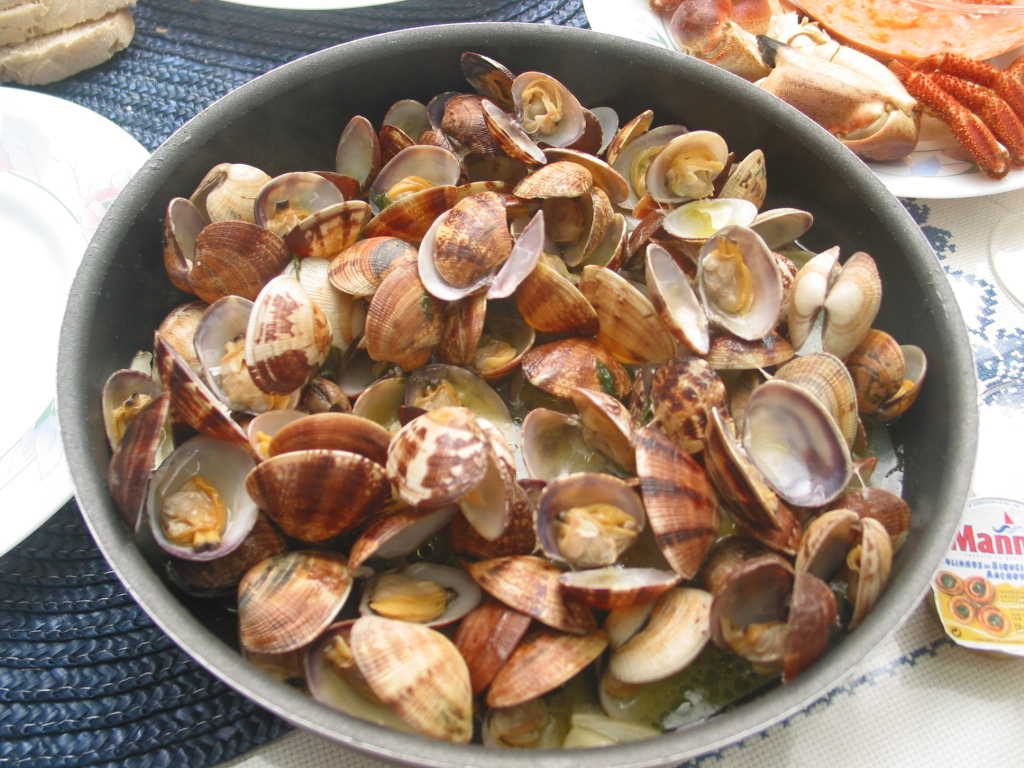
Amêijoas à Bulhão Pato – Venusmuscheln nach Bulhão-Pato-Art, in Zwiebeln, Knoblauch, Koriandergrün und Weißwein

Der Bacalhau, ein gesalzener und getrockneter Trockenfisch (streng genommen: Klippfisch bzw. getrockneter Kabeljau), ist Spezialität und Nationalgericht Portugals, für den es unzählige Rezepte gibt. Die Beliebtheit des Bacalhau basiert darauf, dass die portugiesischen Seefahrer sich auf ihren langen Fahrten nur von haltbar gemachten Nahrungsmitteln ernähren konnten und dieser getrocknete Fisch deshalb unentbehrlich war. Er wird in Portugal in jedem Fischgeschäft und auf allen Märkten angeboten. Gefangen wird der Kabeljau heute nicht mehr vor der portugiesischen Küste, sondern vor Neufundland.

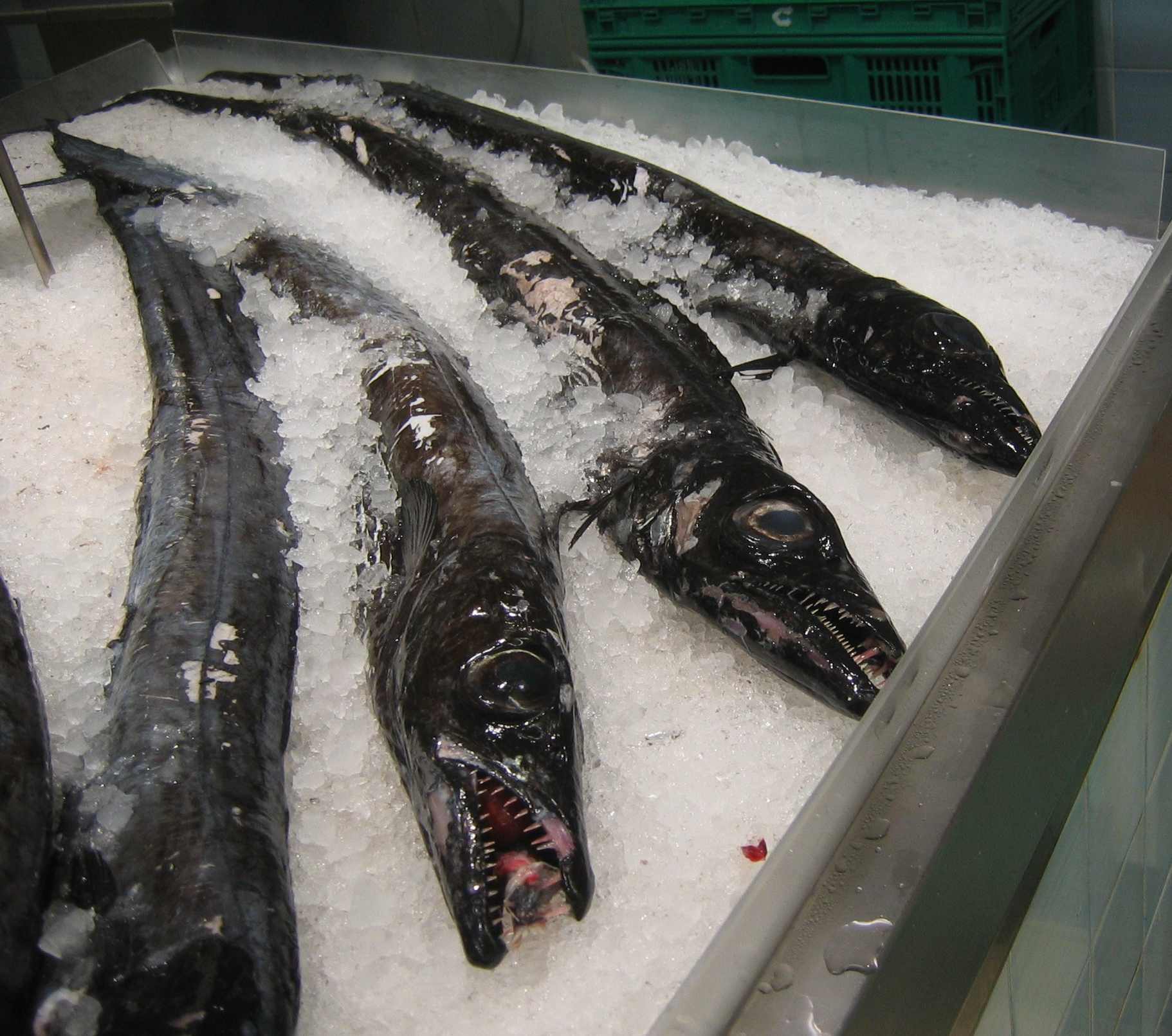
Frischer Degenfisch, ob silber oder schwarz, ein feiner Tiefseefisch vom Madeira-Archipel, wird meist gegrillt

Fisch und alle Sorten Meeresfrüchte spielen in der portugiesischen Küche eine sehr wichtige Rolle. Sehr beliebt sind Sardinen, gegrillt als Sardinhas assadas, die praktisch überall entlang der Küste angeboten werden. Besonders typisch sind sie für die Regionen Lissabon und Setúbal, vor allem um den Namenstag des Heiligen Antonius von Lissabon. Dazu gehören außerdem Tintenfische, Langusten, Krebse, Tunfisch, Schwertfisch, Aal, Lampreten, Garnelen und Austern. Langusten, Riesentaschenkrebse (Sapateiras) und Meeresspinnen (Santolas) werden in vielen Restaurants frisch aus dem Aquarium zubereitet. Typisch ist auch Ameijoas na cataplana, ein Muscheleintopf mit Schweinefleisch, Speck und Zwiebeln. Die Muscheln werden an der Algarve gezüchtet.
Auf Madeira findet sich die Spezialität des Degenfisches (Espada), ein Tiefseefisch, der mit speziellen Angeln von den Fischern aus der Tiefsee geholt wird.
Sehr beliebt ist auch der Arroz de Mariscos, eine Reisplatte mit Meeresfrüchten wie Krebsen, Muscheln, Scampi und Langusten.

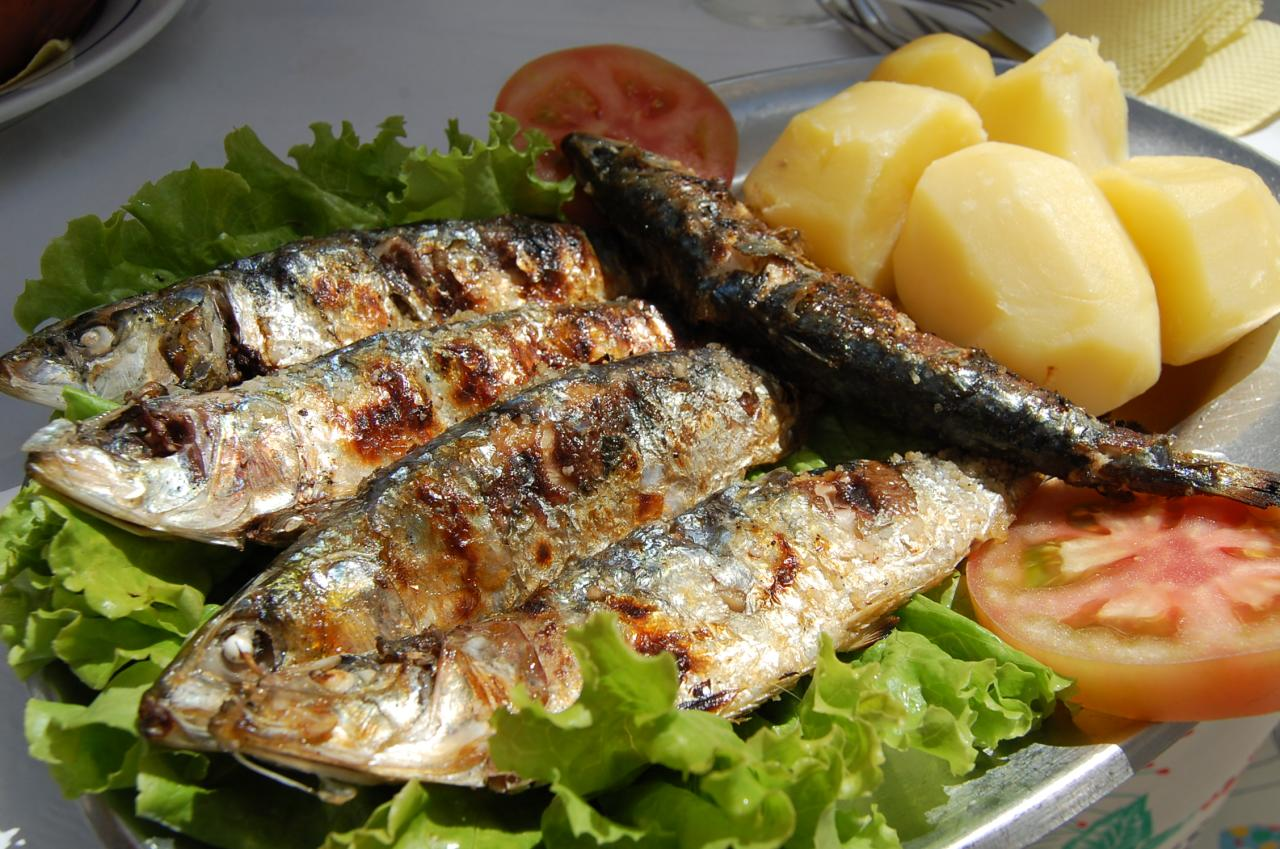
Sardinhas Assadas – Sardinen vom Grill, serviert mit Salat und gekochten Kartoffeln

## Fleischgerichte

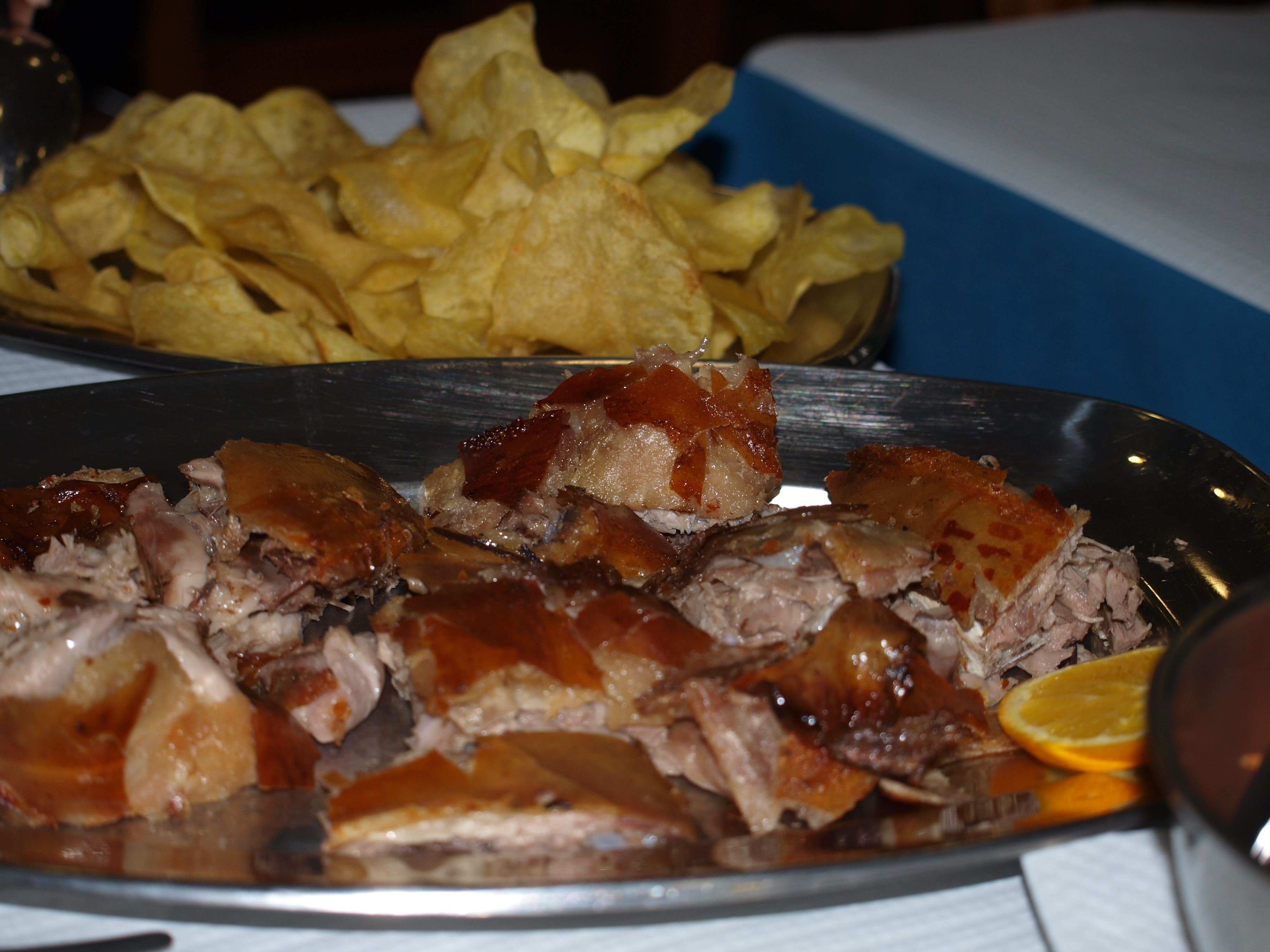
Leitão assado à Bairrada, eine berühmte Spanferkel-Spezialität aus der Region Bairrada im Gemeindekreis Águeda

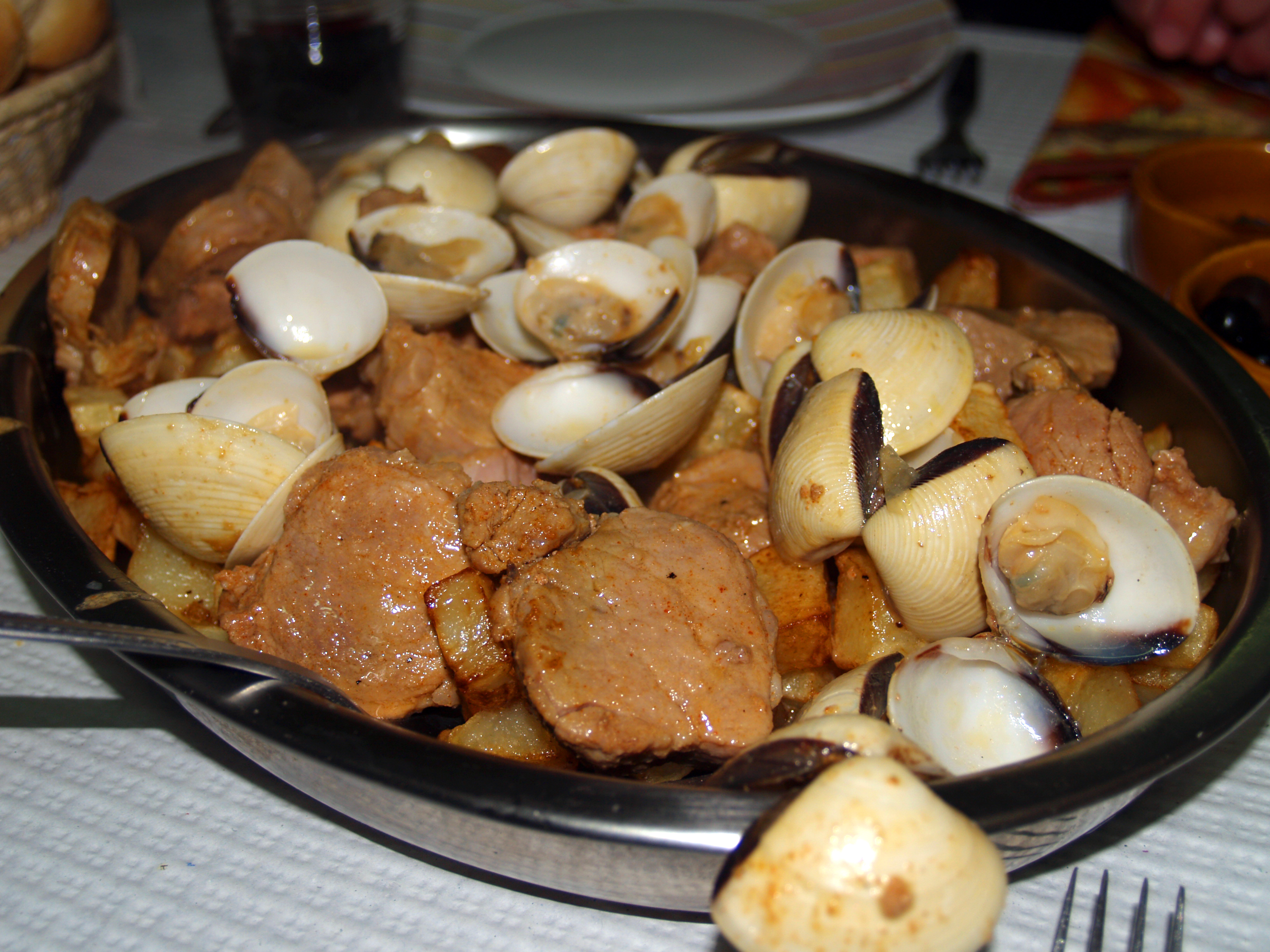
Carne de porco à Alentejana – Schweinefleisch mit Venusmuscheln nach Art des Alentejo

Neben Rindfleisch wird in Portugal häufig auch Zicklein (Cabrito) und Lammfleisch (Borrego) gegessen. In Restaurants wird sehr häufig Steak (Bife) mit Reis oder Pommes frites, Salat und einem Spiegelei oder mit Oliven angeboten. Alcatra ist mit Rotwein und Knoblauch mariniertes Rindfleisch aus Terceira. In ländlichen Regionen werden nach wie vor gerne Innereien, Rinderzunge und auch Kutteln gegessen, oft als Einlage in Eintöpfen. Ein bekanntes Gericht ist auch Carne de porco com amêijoas, Schweinefleisch mit Muscheln, Zwiebeln und Knoblauch, also eine Kombination von Fleisch und Meeresfrüchten. Außerdem spielen heute Pute, Ente, Rebhuhn und Taube eine Rolle in der portugiesischen Küche.

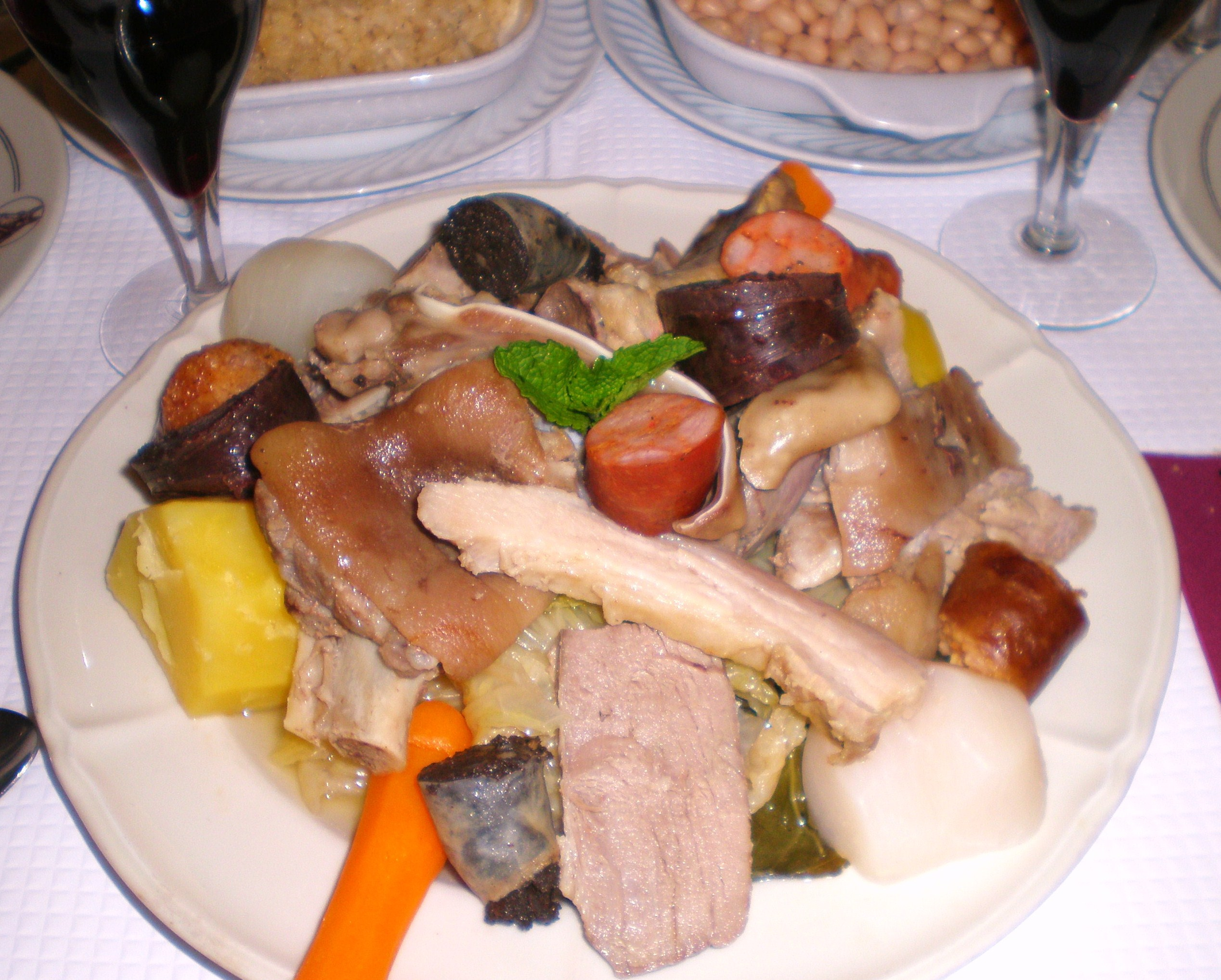
Cozido à portuguesa – Portugiesischer Eintopf, deftige Schlachtplatte mit Rind- und Schweinefleisch, Wurst und viel Kohl, Rübchen, Möhren und Kartoffeln

Früher war Fleisch generell keine Alltags-, sondern eine Festtagsspeise in Portugal. Am häufigsten wurden Fleischstücke und Würste in Eintopfgerichten verwendet. Ein typisches Wintergericht ist der portugiesische Eintopf Cozido à portuguesa, für den es viele Rezepte gibt. Eine sehr reichhaltige Variante kann verschiedene Sorten Fleisch, Blutwurst, Schweinefüße, Kartoffeln, Möhren, Erbsen, Kohl und Reis enthalten. Ein weiteres deftiges Gericht ist Tripas à moda do Porto, Kutteln mit weißen Bohnen, das aus Porto stammt.
Eine spezielle Form des Fleischgrillens ist auf Madeira zu finden, die Espetada, auf Lorbeerstöcken aufgespießte Fleischstücke, die auf speziellen Hängevorrichtungen serviert werden. In letzter Zeit gibt es aber Bemühungen, den Azorenlorbeer unter Naturschutz zu stellen, weshalb die Espetada immer häufiger auf Metallspießen serviert wird.
Die Francesinha ist ein mit Käse überbackenes Toastbrot-Sandwich mit Schinken, Wurst und Fleisch in einer Soße aus Tomaten, Bier und Senf, das vor allem in Porto und Umgebung beliebt ist.
Auch der Churrasco hat aus den ehemaligen portugiesischen Kolonien, allen voran Brasilien, mittlerweile seinen Weg nach Portugal gefunden.

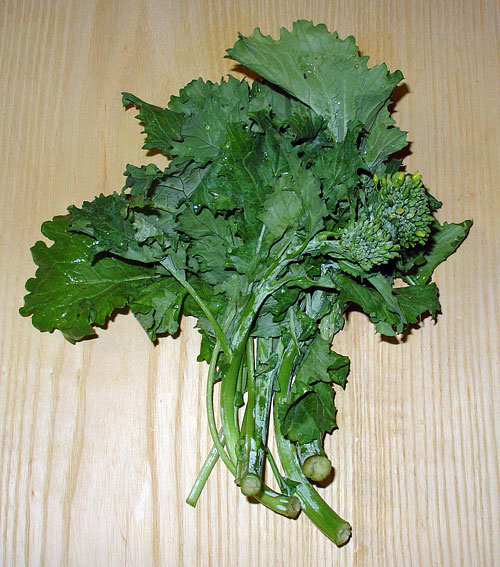
Grelos – Steckrübenblätter, werden häufig zur Wurstspezialität Alheira de Mirandela gereicht

## Petiscos

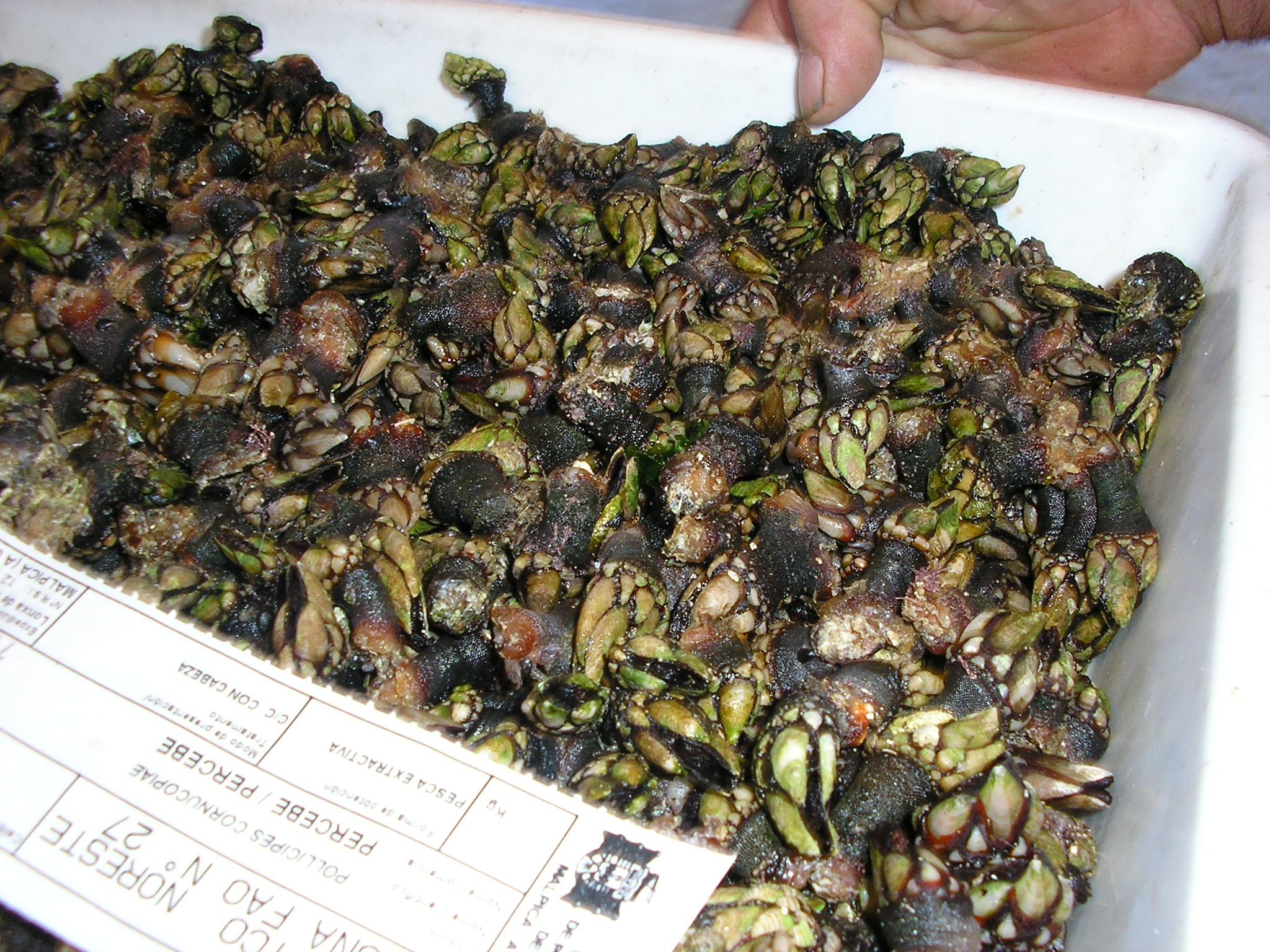
Entenmuscheln

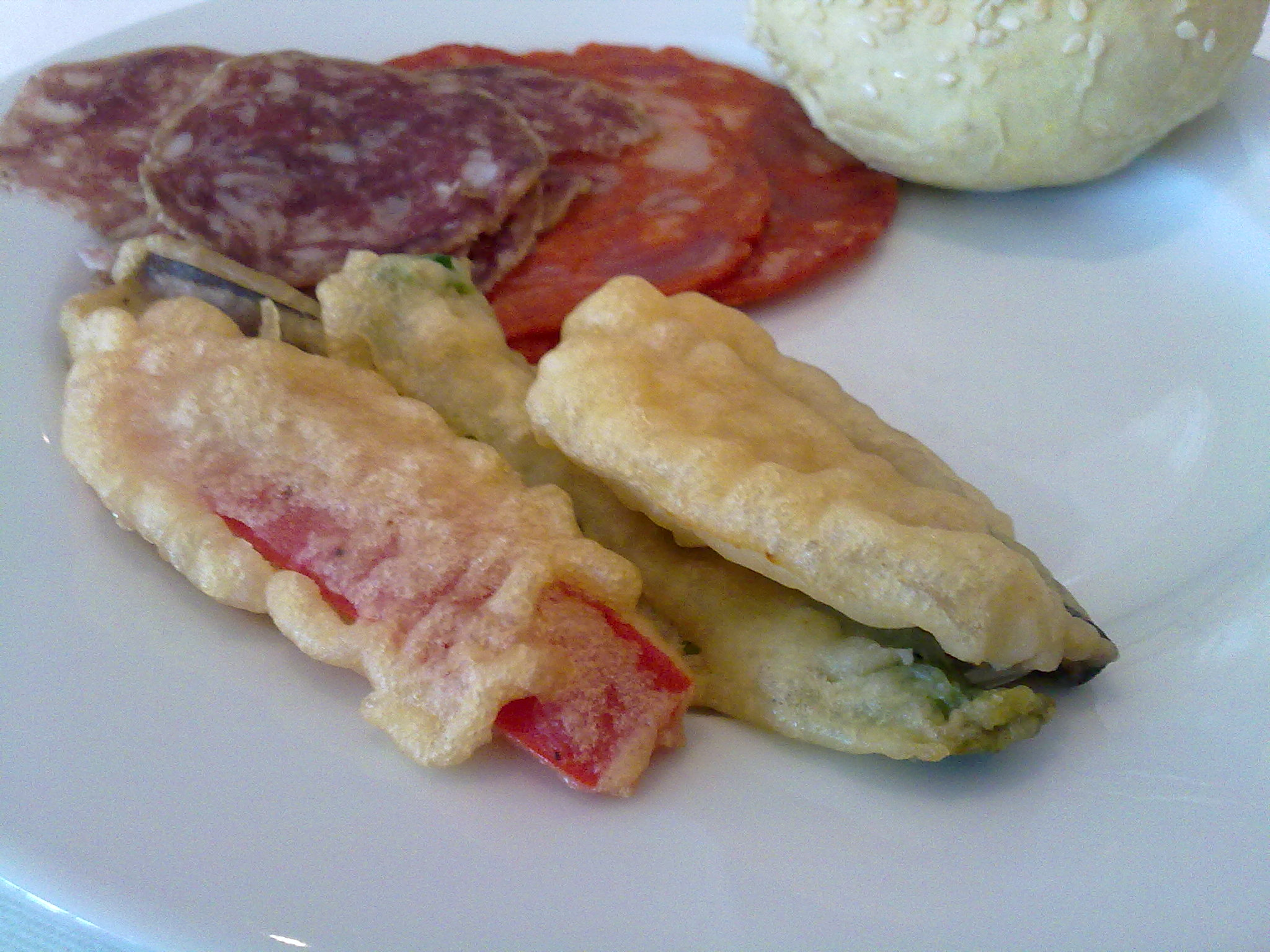
Peixinhos da horta (im Vordergrund). Portugiesische Missionare brachten es nach Japan, wo es – angepasst an die dortige Landesküche – als Tempura bekannt wurde.

Zu den kleinen kulinarischen Spezialitäten gehören die Petiscos, wie die Bolinhos de bacalhau, frittierte Klößchen aus einer Bacalhau-Kartoffel-Masse mit Ei und glatter Petersilie. Allerlei halbmondförmige Rissóis (rissol im Singular) und Empanadas mit Füllungen von Krabben oder Hackfleisch und Käse oder Entenmuscheln.
Ein Bifana ist ein klassisches portugiesisches Sandwich, das im ganzen Land gegessen wird. Die typischen Zutaten sind Schweinekoteletts, Steak oder Lende, dünn geschlagen oder in Scheiben geschnitten, mit Knoblauch und Wein gekocht und dann in ein warmes Brötchen gelegt.  In regionalen Varianten wird das Fleisch zuvor mariniert, gegrillt oder gebraten und mit Senf, Mayonnaise, Ketchup oder einer anderen Sauce serviert.

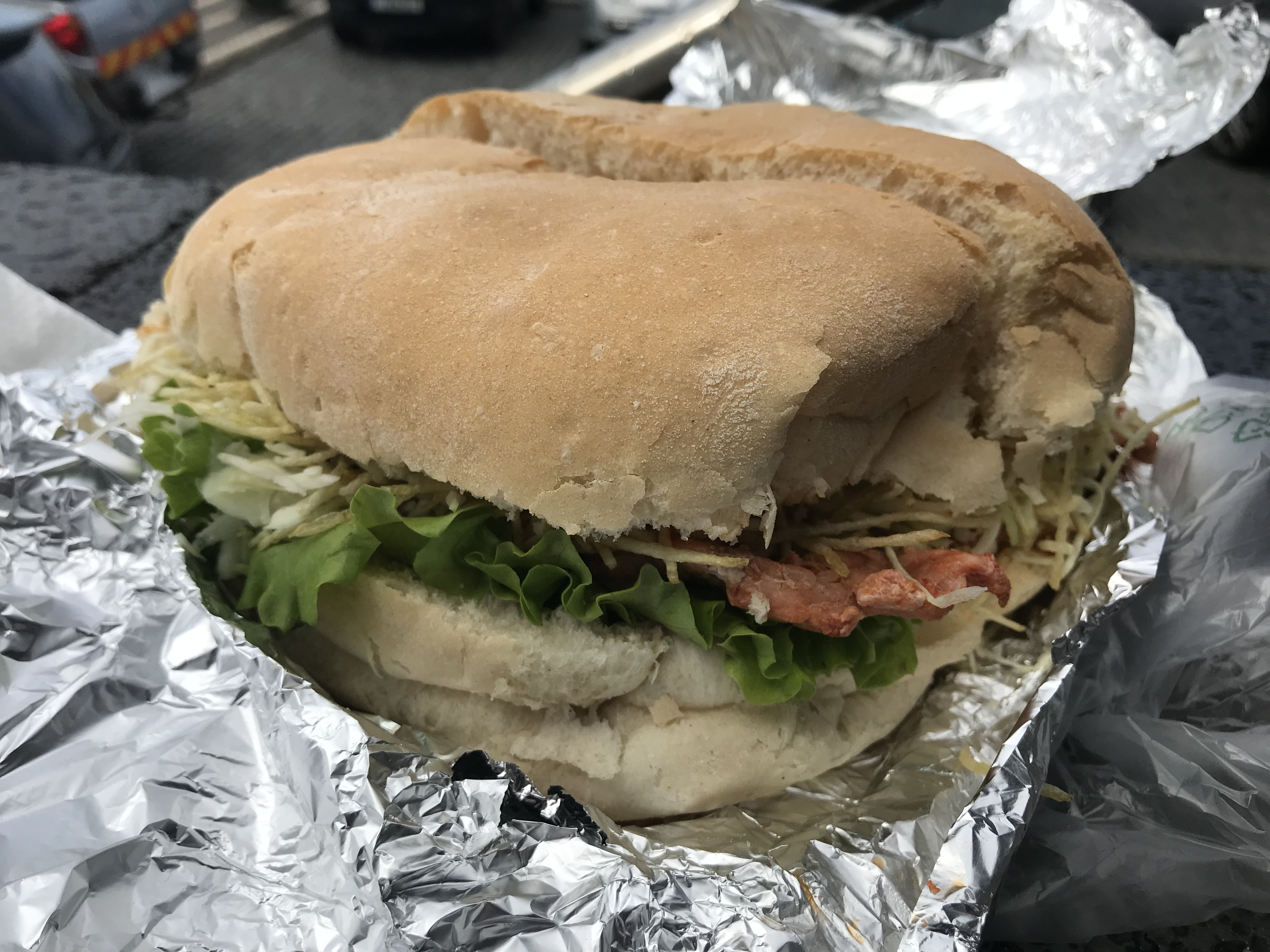
Bifana

Ein Cachorrinho (zu deutsch etwa „kleiner Welpe“) ist ein in Porto und Umgebung verbreiteter Hotdog-ähnlicher Snack, bestehend aus einer von einem knusprigen Brötchen umschlossenen lokalen Wurst, serviert mit scharfer Sauce.

## Gewürze
Gewürze werden in der portugiesischen Küche eher zurückhaltend verwendet. Viele Gerichte werden mit Knoblauch zubereitet, jedoch sparsam. Eine wichtige Rolle spielen auch Koriander, Muskat, Nelken, Oregano, Thymian, Paprika und Lorbeer sowie glatte Petersilie. Eine portugiesische Spezialität ist Piripiri, eine kleine rote Chilischote. Süßspeisen werden mit sehr viel Zucker und häufig auch mit Zimt zubereitet.

## Käse

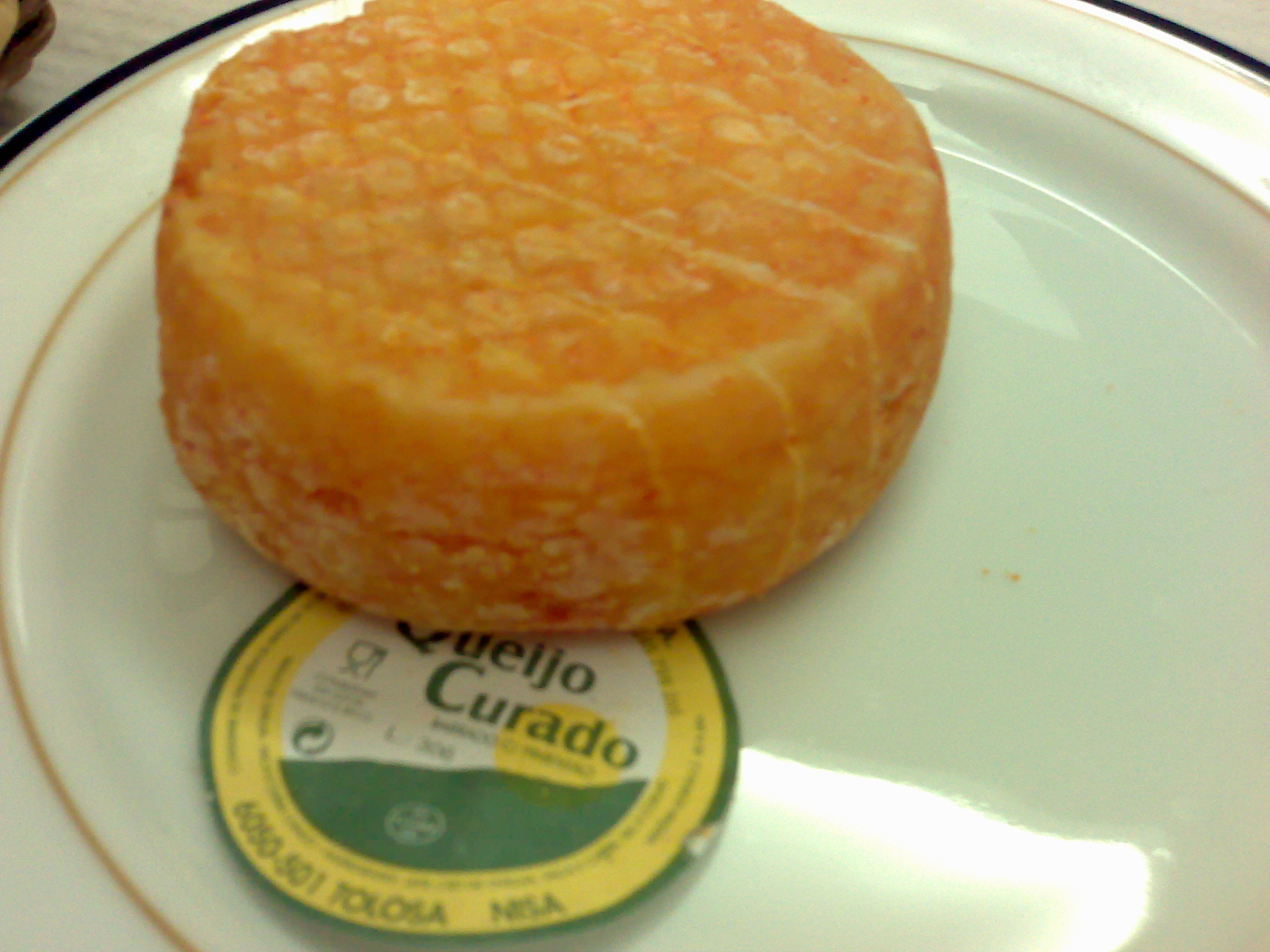
Queijo mestiço aus Tolosa

Portugal ist ein Land mit gutem Weideland für Kühe, Schafe und Ziegen und demzufolge einer langen Tradition der Käseherstellung. Der bekannteste portugiesische Käse ist der Queijo da Serra – ein Schafskäse aus der Region Serra da Estrela. Die Konsistenz ist je nach Reifegrad in der Mitte cremig-weich und fast noch flüssig bei sehr jungem Queijo da Serra bis hin zu weich, aber schnittfest, bei älterem Käse. Der Geschmack ist mild, weich und leicht säuerlich. Der Queijo mestiço de Tolosa ist ein Rohmilchkäse aus Ziegen- und Schafsmilch und wird nur während der Stillzeit der Schafe und Ziegen zwischen Januar und Juli hergestellt. Zu seiner Herstellung wird die Rohmilch mit einem Aufguss einer Distelart (Cynara cardunculus, L.) dick gelegt. Cabreiro ist ein herber Ziegenkäse.
Der Queijo Rabaçal wird aus gemischter Ziegen- und Schafsmilch hergestellt, der Queijo de Azeitão ist ein eher milder Schafskäse.
Auf den Azoren wird unter anderem ein Hartkäse Queijo da Ilha hergestellt, der wie Parmesan verwendet wird. Die bekanntesten azoreanischen Käse sind der Queijo do Pico und der Queijo de São Jorge, beide aus Kuhmilch. Auf Sao Jorge gibt es allein drei Milchkooperativen. Auch auf jeder der anderen acht Inseln der Azoren wird Käse von mindestens einem Betrieb hergestellt.
Käse wird traditionell vor oder nach einem Hauptgericht gegessen.

## Süßspeisen
Vor allem bei den Süßspeisen macht sich der Einfluss der Mauren bemerkbar, die jahrhundertelang die Iberische Halbinsel beherrschten. Die portugiesische Küche ist bekannt für energiereiche Süßspeisen auf der Basis von viel Eigelb und Zucker, zum Beispiel Doce de ovo („Süßes aus Eiern“), Arroz doce („Milchreis“) und Pudim Caseiro („Hausmanns-Pudding“), ein Eierpudding mit Karamellsauce. Von besonderer Bedeutung darunter ist die gesamte Doçaria Conventual (port. für: klösterliche Süßwaren), darunter das bekannte Pastel de Nata. Weitere dieser Spezialitäten sind z. B. Toucinho do cèu („Himmelsspeck“) mit Mandeln, Zucker und Eigelb, oder auch die Ovos Moles aus Aveiro. Eine wichtige Rolle spielt auch anderes süßes Gebäck, für das häufig Feigen und Mandeln verwendet werden. Die Vorliebe für Süßes lässt sich auf den maurischen Einfluss zurückführen, vor allem der häufige Einsatz von Mandeln und damit auch von Marzipan speziell an der Algarve. Schokolade spielt dagegen nur eine untergeordnete Rolle.

## Süßgebäck

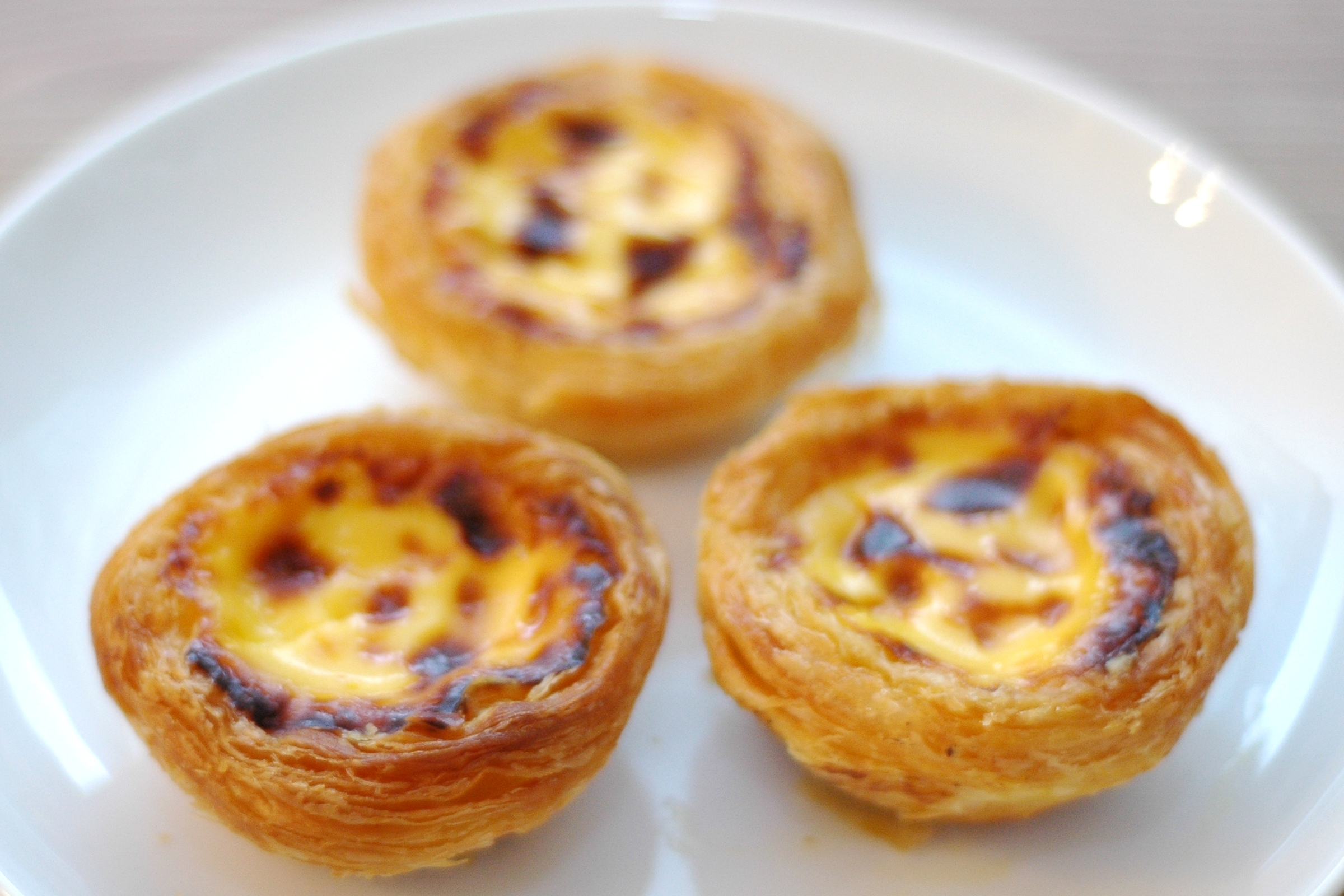
Die Pastéis de Nata, kleine Blätterteigtörtchen, mit einer sahnigen Puddingmasse gefüllt, sind typisch für den Lissabonner Stadtteil Belém

Zu den heute auch international bekanntesten Vertretern der Doçaria Conventual zählen die Pastéis de Nata, in Blätterteig gebackene Sahnepuddingtörtchen, die schon im 18. Jahrhundert in den Klöstern von Santa Maria de Belém, ein Stadtteil im Westen Lissabons, hergestellt wurden. Des Weiteren sind die „Queijadas de Sintra“, mit Frischkäse gefüllte Törtchen aus Sintra, die Mil Folhas („Tausend Blätter“), eine in Blätterteig mit Puddingfüllung und Zuckerguss überzogene Spezialität, das Pastel de Tentúgal, eine gefüllte Blätterteigspezialität aus Tentúgal, die Pastéis de Feijão („Bohnenpasteten“, etwas deftiger aber trotzdem süß-saftig), Almofadas („Kissen“), Blätterteigspezialität mit Puderzucker überzogen und Bolo de Xadrez („Schachkuchen“), Kuchen mit karoartigem Innenmuster und Éclairs, populär.
Unter dem Namen Bolas de Berlim sind in Portugal auch Berliner bekannt. Diese sind aber mit Pudding oder Schokolade statt mit Marmelade gefüllt.
In Portugal ist Gebäck v. a. in der Pastelaria, einer Mischung aus Bäckerei, Konditorei und Café, erhältlich.

## Getränke

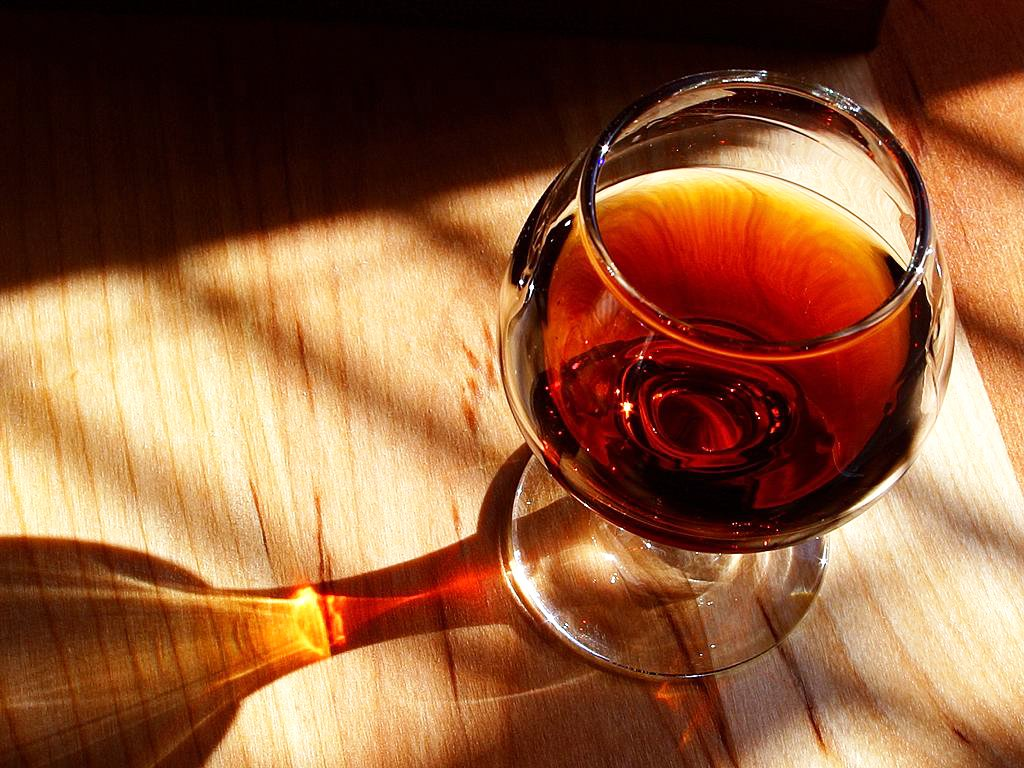
Glas mit Portwein

In Portugal gehört Wein zur allgemeinen Esskultur – mit 500 heimischen Rebsorten, die Weine hervorbringen, hat das Land eine Vielfalt anzubieten, die durch das kühle Klima der Atlantikküsten bzw. durch das heiße und trockene Klima im Landesinneren geprägt ist. Die typischen portugiesischen Weine werden international eher unterbewertet. Eine große Bekanntheit über die Landesgrenzen hinaus genießt Portwein, ein Likörwein, der vor allem zu Desserts getrunken wird. Durch den Zusatz von Branntwein wird der Gärungsprozess unterbrochen und während der Lagerung entsteht dann der charakteristische Geschmack. Die Reben hierfür wachsen ausschließlich im Gebiet des Dourotales. Das dort 1756 begrenzte Alto Douro-Gebiet war das erste geschützte Weinbaugebiet der Welt und ist heute als UNESCO-Welterbe eingetragen. Vor allem die Engländer haben zur Popularität des Port beigetragen, den sie seit dem 18. Jahrhundert importieren.
Auch andere Weine aus Portugal genießen international einen guten Ruf. Die süße Version des Vinho da Madeira aus Madeira ähnelt dem spanischen Sherry, Madeirawein ist aber in allen Varianten von trocken bis sehr süß erhältlich.
In Portugal werden verschiedene Schaumweinspezialitäten produziert, wie der Schaumwein der Bairrada. Der Vinho Verde („grüner Wein“ im Sinne von „junger Wein“) ist ein leicht moussierender Wein, der seinen Charakter durch einen zweiten Gärprozess des Mosts erhält – die malolaktische Gärung, die sonst nur bei Rotweinen üblich ist. Sie führt zu milderen Säuregehalten und bildet natürliche Kohlensäure.
Es gibt eine Reihe von portugiesischen Tresterschnäpsen (Aguardente) und Liköre, wie Licor Beirão oder Ginjinha (ein Sauerkirschlikör). Bekannt ist insbesondere der Weinbrand Macieira und der Erdbeerbaumschnaps Medronho, typisch für den Alentejo und die innere Algarve.
Das „Nationalgetränk“ der Insel Madeira ist die Poncha (Punsch), ein Cocktail aus Aguardente, Zitronensaft und Honig. Der Zitronensaft wird manchmal auch durch andere Fruchtsäfte, namentlich durch Maracujasaft ersetzt. Dazu werden Erdnüsse, eingelegte Lupinensamen (Tremoços) und/oder andere Knabbereien gereicht.
Die bekanntesten Biermarken in Portugal sind das zur Unicer-Gruppe gehörende Super Bock (seit 1927), und der Marktführer Sagres (seit 1940). Sumol+Compal ist der bedeutendste portugiesische Obstsaft- und Erfrischungsgetränkehersteller.
Portugal hat einige seit der Römischen Kaiserzeit geschätzte Mineralwässer, wie Água de Luso aus der Serra do Buçaco, Água Castello aus Vila de Moura, aus der Serra da Estrela, Água do Fastio aus der Serra do Gerês, Carvalhelhos Água Mineral der Caldas Santas de Carvalhelho, aus Vidago, den Termas de Pedras Salgadas sowie Aguas das Pedra und Vitalis aus der Serra de São Mamede.